# Mercado Municipal de São Paulo
El Mercado Municipal de São Paulo, también conocido como Mercadão, fue inaugurado el 25 de enero de 1933, y es un importante establecimiento comercial mayorista, especializado en la comercialización de frutas, verduras, cereales, carne, condimentos y otros productos alimenticios. El Mercado se localiza en el barrio de Mercado del distrito de Sé en el centro histórico de la ciudad de São Paulo, Brasil, sobre terrenos ganados al Río Tamanduateí, en la Várzea do Carmo. Se encuentra entre las calles Cantareira, Comendador Assad Abdalla y las avenidas Mercúrio y del Estado.
El edificio, de estilo ecléctico, fue construido entre 1928 y 1933 por el estudio del renombrado arquitecto Francisco de Paula Ramos de Azevedo. El diseño de las fachadas fue de Felisberto Ranzini. En el interior, magníficos vitrales de Conrado Sorgenicht Filho muestran varios aspectos de la producción de alimentos.
El mercado tienen 12,600 metros cuadrados y alberga más de 1,500 trabajadores que, juntos, mueven más de 350 toneladas de alimento diariamente en sus más de 290 tiendas. Además de eso recibe semanalmente cerca de 50 mil visitantes. Los concesionarios están organizados en la "Renome", una asociación civil sin fines de lucro.
Considerado un importante inmueble histórico y arquitectónico de la ciudad, el Mercado Municipal también se destaca hoy como un polo cultural y turístico. El establecimiento fue totalmente reformado en 2004. La fachada fue recuperada y los vitrales fueron restaurados además de la construcción de un mezzanine para albergar restaurantes.

## Historia

### Origen

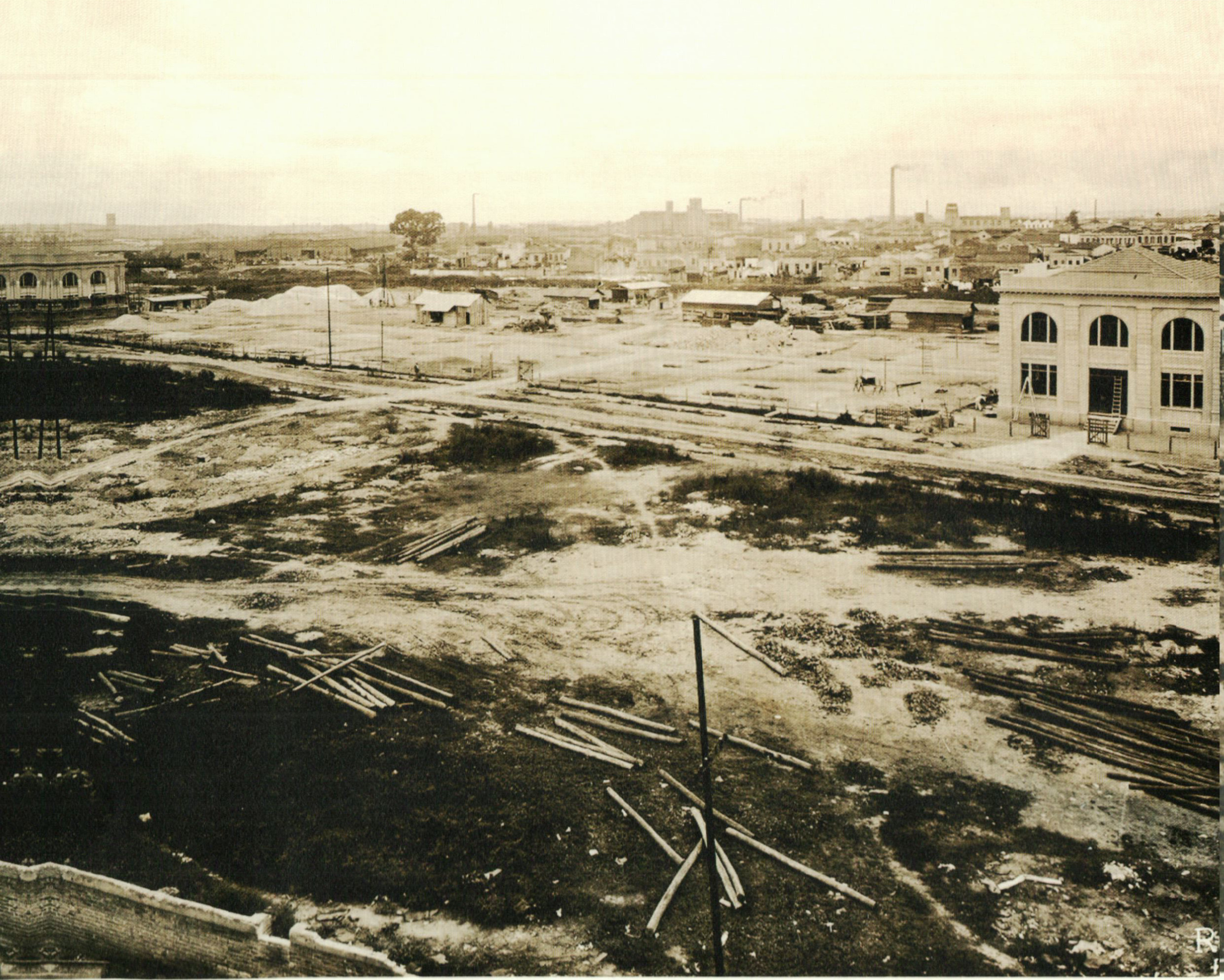
Construcción del Mercado Municipal a inicios del siglo XX

El edificio, de estilo ecléctico, fue proyectado en 1925 por el ingeniero Felisberto Ranzini, funcionario del renombrado arquitecto Francisco de Paula Ramos de Azevedo, siendo responsable del diseño de las dos fachadas. Su construcción se dio entre 1928 y 1933. Es un representante de la arquitectura de la "Metrópolis del Café" cuando la ciudad buscaba la valorización de sus áreas centrales, asociada con una idea de modernidad que sea adecuada al crecimiento económico proveniente de la producción cafetalera. Por otro lado, su construcción también se encuadra dentro de la adopción de preceptos higienistas que se dio entre el inicio del siglo XIX hasta mediados del XX. Inspirados en modelos de ciudades europeas (y aun recelosos por epidemias ocurridas varias ciudades brasileñas en ese periodo) los arquitectos apostaron por nuevos modelos para la edificación de mercados públicos y demás infraestructura urbana. El edificio fue inaugurado en 1933 y su primera función fue la de almacén de pólvora y municiones. Sólo con el fin de la Revolución Constitucionalista de 1932, el edificio pudo asumir su función y sustituir al mercado viejo de la rua 25 de marzo.

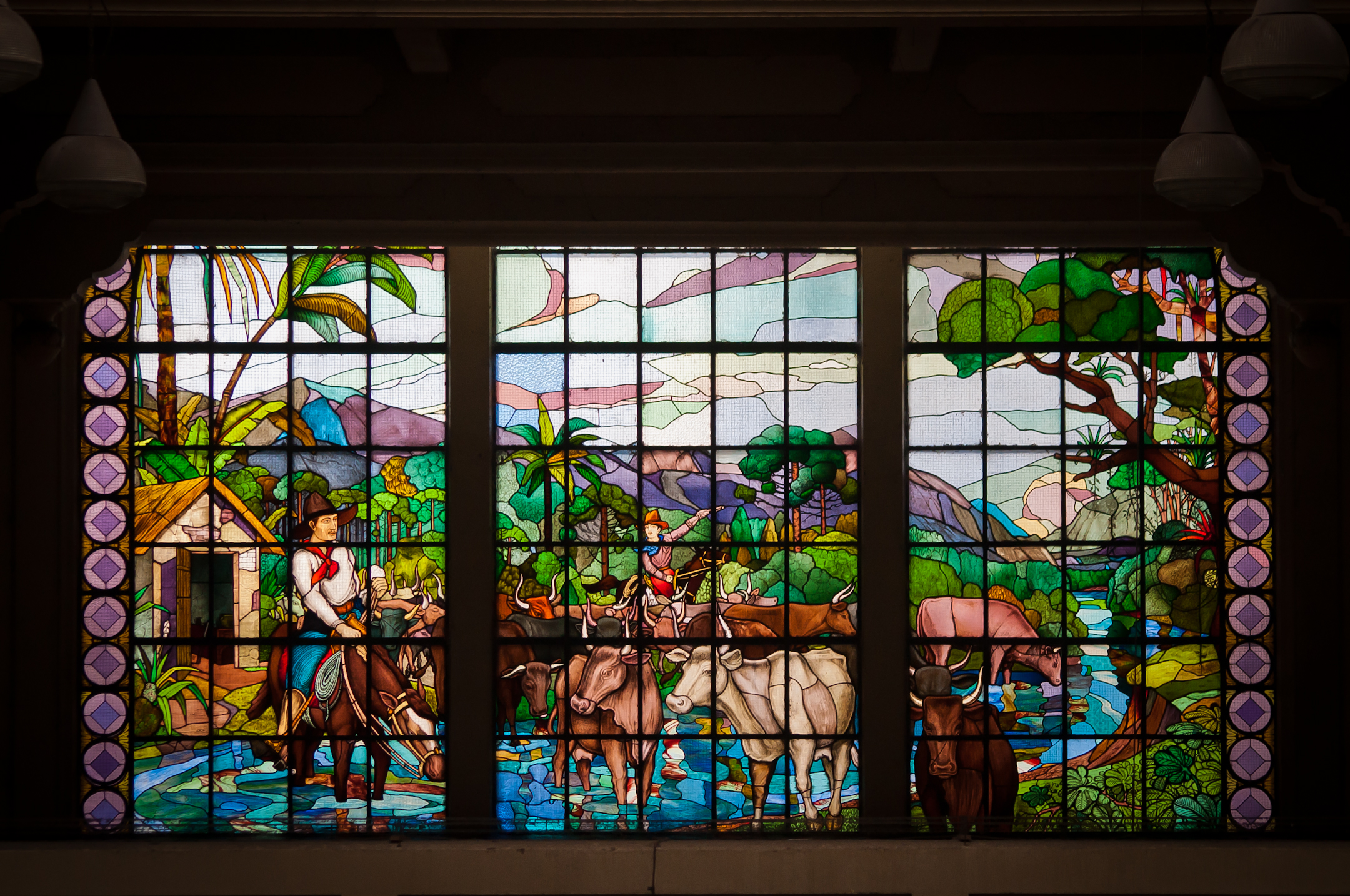
Uno de los 55 vitrales del artista alemán Conrado Sorgenicht Filho

### Restauración
El edificio fue reformado en el 2004. La fachada fue recuperada, los vitrales restaurados y se construyó un mezzanine de autoría del arquitecto Pedro Paulo de Mello Saraiva, con diversos quioscos de comidas y bebidas. Gracias a la reforma, el Mercadao hoy es un punto de encuentro de los paulistanos y una visita obligatoria para turistas brasileños y extranjeros.

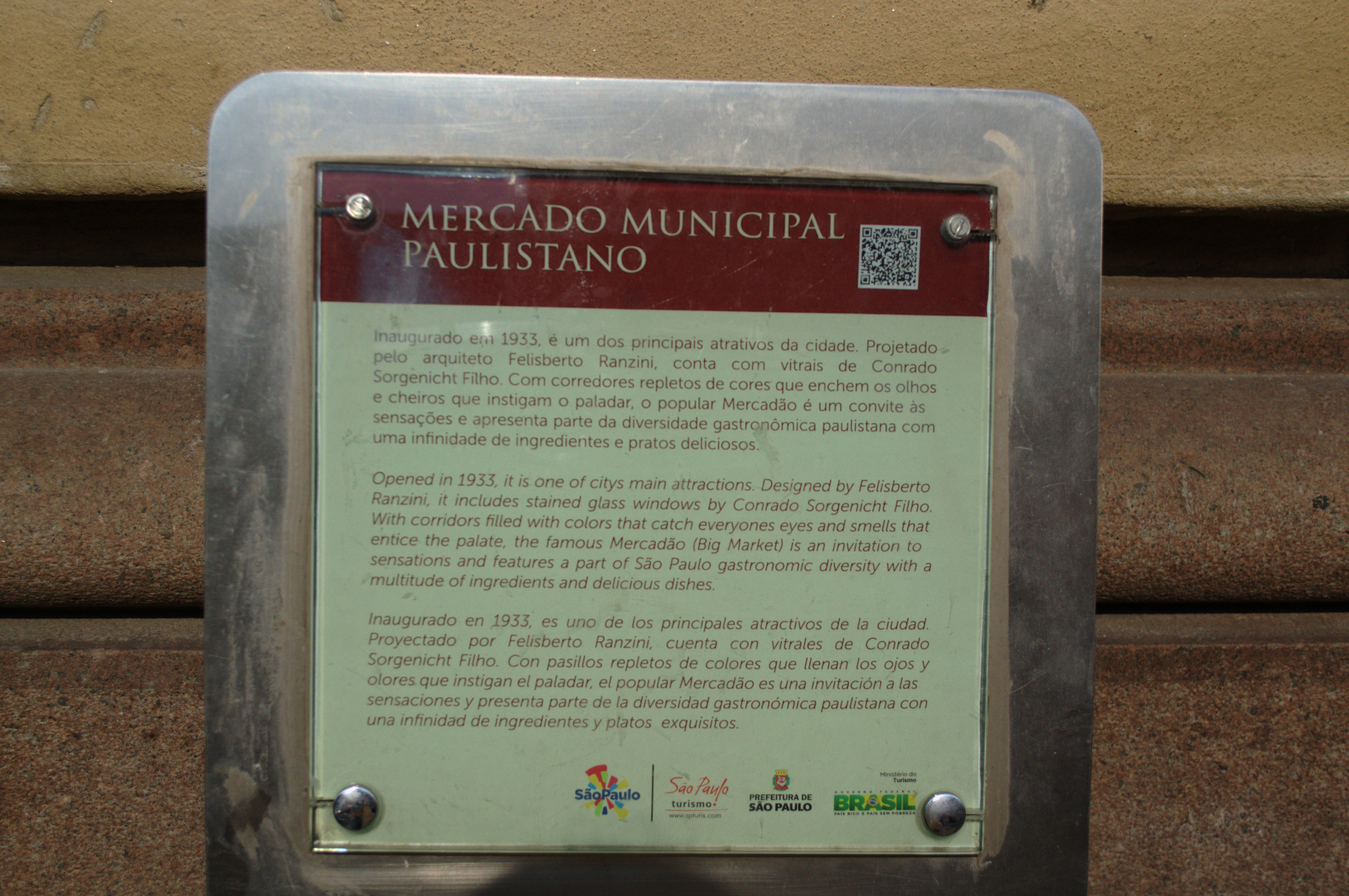
Placa con información sobre el Mercado a la entrada del edificio.

En el 2006, a través de una asociación público privada, se creó en el mezzanine el "Mercado Gourmet", una cocina totalmente equipada para clases y eventos gastronómicos. Shows musicales, presentaciones teatrales, ferias de artesanía y eventos diversos también han sido una constante en las dependencias del mercado paulistano, atrayendo un público variado. 

## Gastronomía
Además de su importancia histórica, el "Mercadao" también posee una importancia en la gastronomía tradicional de la ciudad ya que ofrece gran variedad de meriendas, aperitivos, frutas y otros productos. La merienda más popular del mercado es el tradicional bocadillo de mortadela así como el pastel de bacalao además de una variedad de frutos secos, frutas, quesos y jamones. 
Con relación al nacimiento del ícono del mercado, el sándwich de mortadela, el mismo año de la inauguración del mercado se abrió un establecimiento de dos primos de ascendencia portuguesa. El lugar sólo pasaría a ser conocido por su nombre actual - "Bar do Mané" - en la década de 1970 cuando la administración fue asumida por Manoel Cardoso Loureiro, hijo de uno de los fundadores. Actualmente está administrado por la tercera y cuarta generación de la familia. La historia cuenta que en los años 1960, durante una broma entre los trabajadores, se creó un sándwich con demasiada mortadela. El bocadillo excepcional despertó la curiosidad, gustó a la clientela y, en los años siguientes, pasó a ser copiado por muchos otros bares y cafeterías de la capital. Nació así un ícono de la gastronomía paulistana. 

## Características arquitectónicas

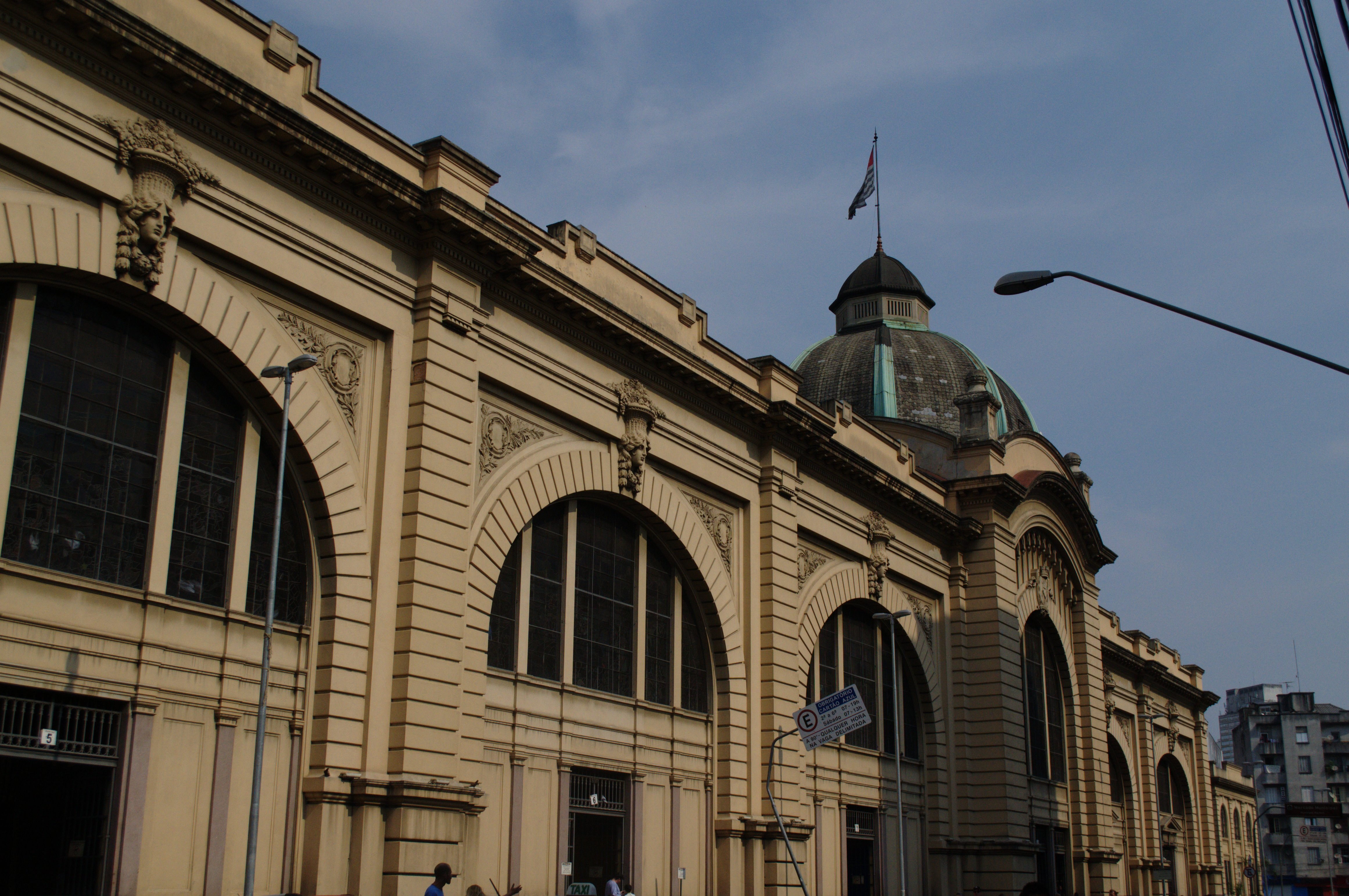
Fachada del edificio del Mercado Municipal

El Mercado Municipal sigue el modelo utilizado para el Mercado Central de Berlín, un inmueble techado y dotado de torreones laterales. La influencia germana se manifiesta también en el plano de construcción modular del edificio que fue construido en Alemania y Ranzini se dedicó a la composición de los alzados. El edificio paulistano presenta una construcción de estructura de concreto y mampostería de ladrillo. El edificio, de estilo neoclásico con sabor gótico, impresiona por la belleza de sus 55 vidrieras, que muestran diversos aspectos de la producción de alimentos. Las vidrieras son obra del artista alemán Conrado Sorgenicht Filho famoso por su trabajo en la Catedral da Sé y otras 300 iglesias brasileñas. La luz natural, proporcionada por claraboyas, llena de colores vivos el espacio del mercado. Su ubicación era estratégica, ya que servía de enlace entre el ferrocarril y los tranvías de la época además que estaba cerca del río Tamanduateí

### Exterior

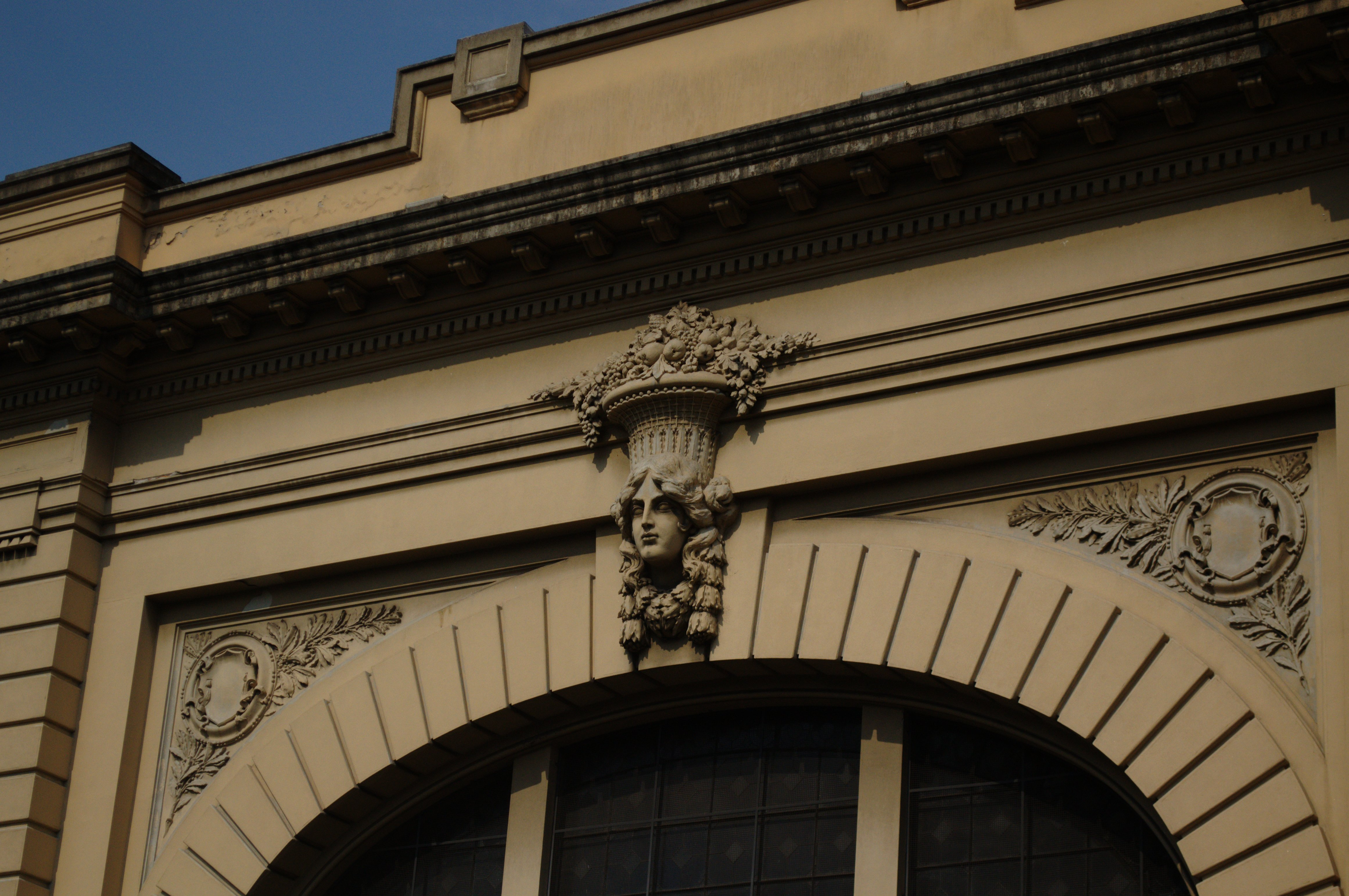
Detalle de la diosa Ceres

Los módulos más altos, llamados torres, poseen un gran arco con el escudo de armas de la ciudad. De los cuatro módulos de torres, dos dan para la rúa da Cantateira y presentan una cúpula de tambor con revestimiento de cobre. Las construcciones laterales, destinadas originalmente a la administración y a un restaurante, mantienen las características eclécticas del edificio principal con una ornamentación simplificada.

### Interior

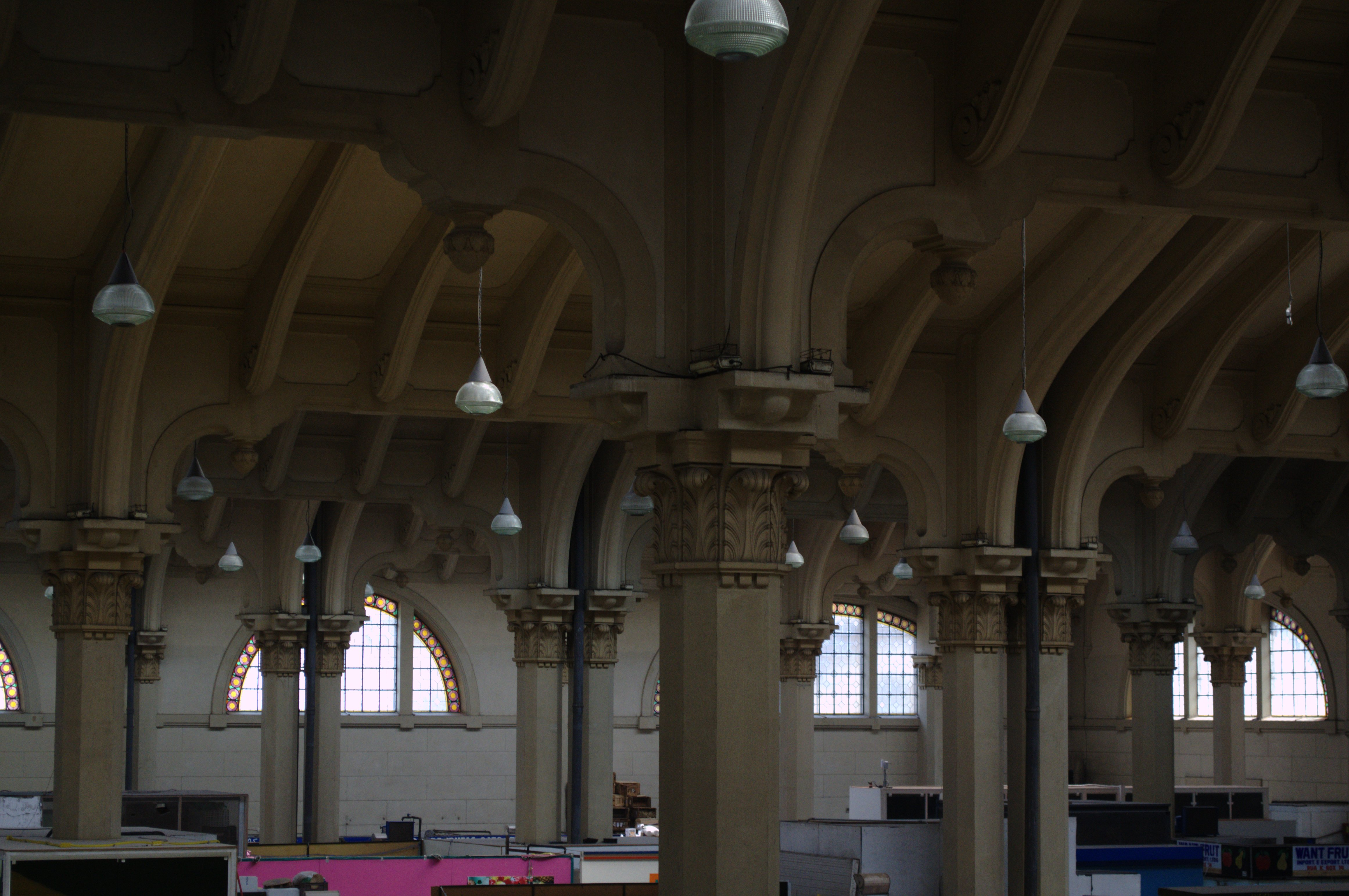
Interior del mercado, detalle de las pilastras

Los pilares están decorados con hojas de acanto. Algunas de las paredes interiores están revestidas hasta la mitad con azulejos procedentes de Bélgica y Alemania. La nueva mezzanine de estructura metálica tiene una barandilla tubular con juntas de vidrio laminado incoloro, al igual que las escaleras y los ascensores de acceso. La planta baja está formada por pavimentos sobreelevados con losas de granito entre los puestos y, en las zonas adyacentes, baldosas hidráulicas del tipo "9 dados". El entresuelo está formado por tablones de madera y tramos de vidrio laminado translúcido. Los nuevos aseos y las zonas de apoyo de los restaurantes y bares tienen paredes de baldosas de cerámica y suelo de granito.

## Significado

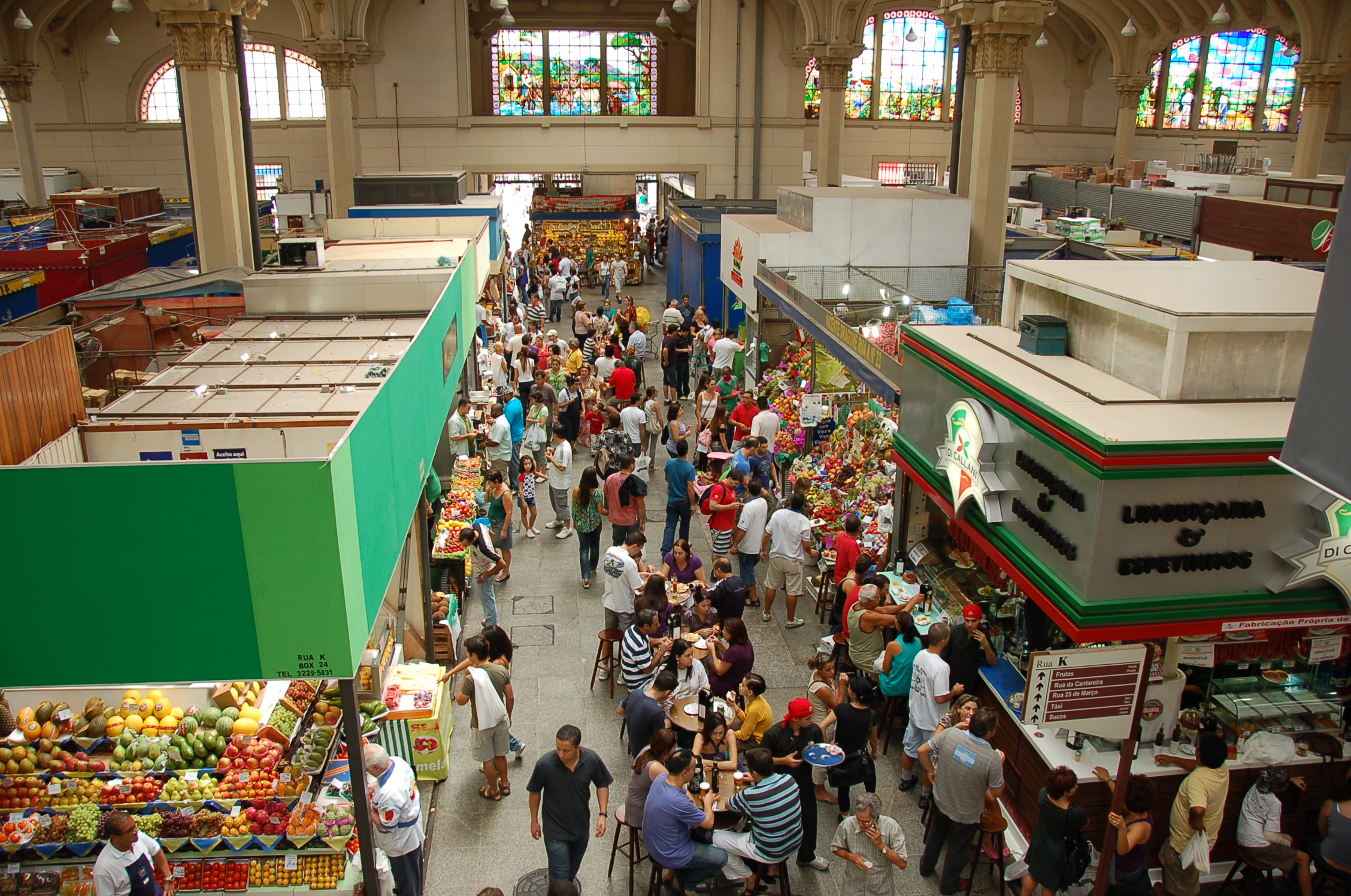
Interior del mercado

Tras el final de la Segunda Guerra Mundial, con la economía brasileña en crisis, el mercado se convirtió en el principal depósito de alimentos. Sin embargo, en la década de 1960, con la creación de la Ceasa-Central de Abastecimiento de São Paulo -, el comercio del mercado disminuyó drásticamente y este hecho, unido a la inseguridad y falta de higiene del entorno, contribuyó en gran medida a que se planteara la demolición del edificio. No fue demolido gracias a los comerciantes del mercado y personas simpatizantes que lucharon por conservarlo. Para ello, registraron el edificio en el Consejo Estatal para la Defensa del Patrimonio Histórico, Arqueológico, Artístico y Turístico (Condephaat), obteniendo fondos para restaurarlo. En los años 70 y 80, el edificio sufrió dos pequeñas reformas.

### Declaración como patrimonio
El Mercado Municipal de São Paulo fue incluido en la lista de protección por ser un bien cultural de interés histórico y arquitectónico para la ciudad de São Paulo. Además, el Mercadão es un importante centro de abastecimiento y un punto de referencia y espacio de socialización consolidado en el centro de la ciudad. El edificio es representativo de una época, las décadas de 1920 y 1930, en la que el gobierno diseñó y construyó un edificio en el que buscaba combinar la función de central de comercio de la ciudad con los más modernos conceptos de higiene y preceptos organizativos funcionales para este tipo de establecimientos.